# 大花帘子藤
大花帘子藤（学名：Pottsia grandiflora）是夹竹桃科帘子藤属的植物，为中国的特有植物。分布于中国大陆的湖南、浙江、云南、广西、广东等地，生长于海拔400米至1,100米的地区，多生在山地疏林中、山坡路旁灌木丛中以及山谷密林中常攀援树上，目前尚未由人工引种栽培。
种名grandiflora意为“大花的”。